# Neuville-sur-Ain
Neuville-sur-Ain är en kommun i departementet Ain i regionen Auvergne-Rhône-Alpes i östra Frankrike. Kommunen ligger  i kantonen Pont-d'Ain som ligger i arrondissementet Bourg-en-Bresse. Kommunens areal är 19,79 km². År 2022 hade Neuville-sur-Ain 1 798 invånare.

## Befolkningsutveckling
Antalet invånare i kommunen Neuville-sur-Ain
Referens: INSEE